# هيزل هاوك
هيزل هاوك (بالإنجليزية: Hazel Hawke)‏ هي عازفة بيانو أسترالية، ولدت في 20 يوليو 1929 في برث في أستراليا، وتوفي بنفس المكان في 23 مايو 2013 بسبب مرض آلزهايمر.